# أمينة شاهينيز
أمينة شاهينيز (ولدت في 4 أغسطس 1983) هي لاعبة كرة قدم جزائرية دولية. كانت تلعب في مركز الهجوم لمنتخب الجزائر لكرة القدم للسيدات. شاركت في كأس الأمم الأفريقية للسيدات 2018.